# Ayla (producteur)
Pour les articles homonymes, voir Ayla.
Ayla, de son vrai nom Ingo Kunzi, né le 7 novembre 1966 dans le Bade-Wurtemberg, est un producteur de musique allemand. Tandu, Anakin, Drop In, Montoya et Tan 2 figurent parmi ses autres pseudonymes.
Il est notamment connu pour les chansons Ayla (1997) qui fut notamment remixée par DJ Taucher et connut le succès en 1999, Liebe (1999) et Angelfalls (1999) qui sont sur son premier album Nirwana (1999).

## Discographie
- Nirwana (1999)
- Unreleased Secrets (2011)